# Ronald Sinclair

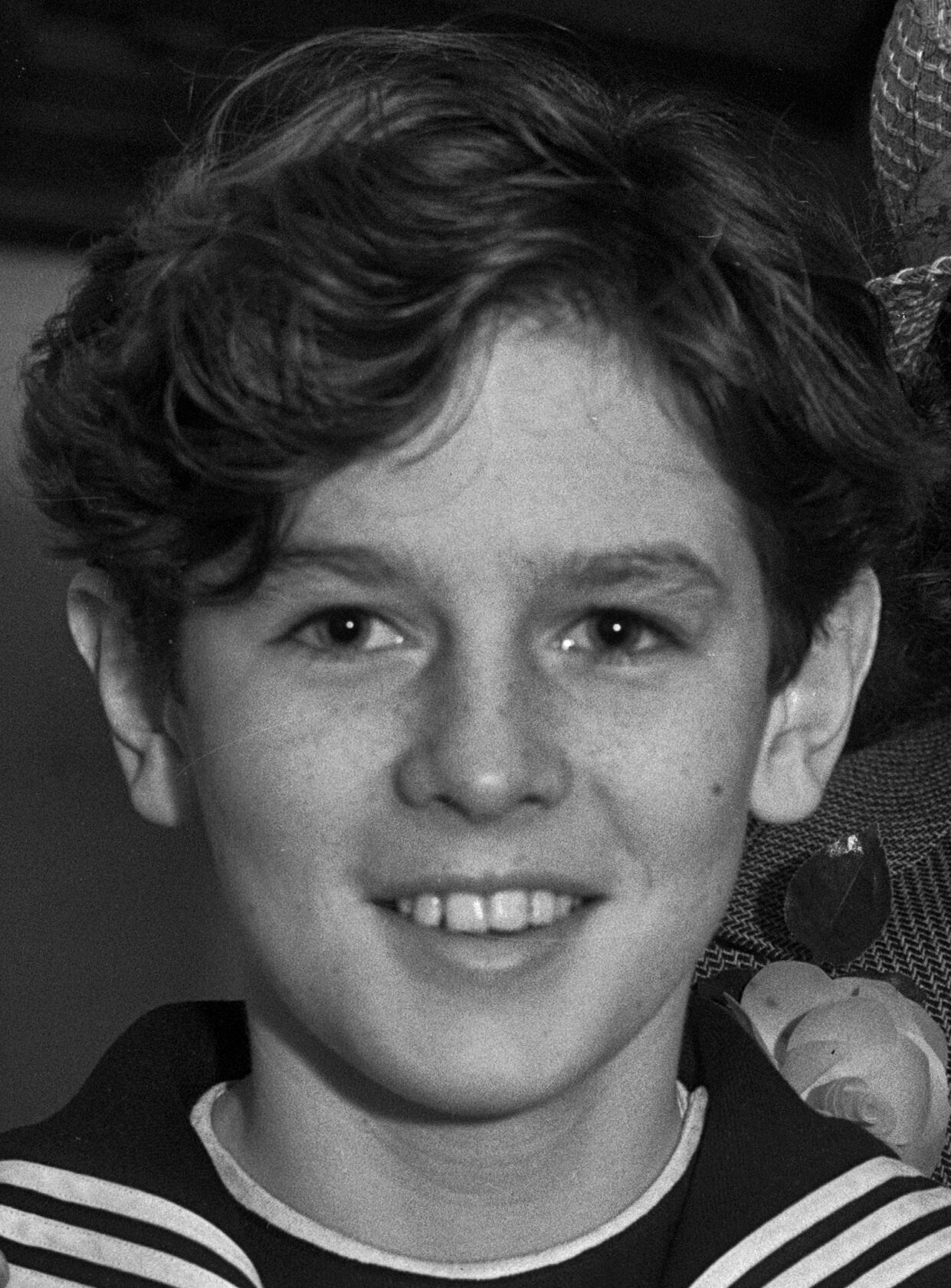
Ronald Sinclair (1936)

Ronald Sinclair (* 21. Januar 1924 in Dunedin, Neuseeland; † 22. November 1992 in Woodland Hills, USA) war ein neuseeländischer Kinderdarsteller und späterer Filmeditor sowie Tontechniker. Während seiner Schauspielkarriere trat er auch unter den Künstlernamen Ra Hould und Ron Sinclair auf.

## Leben und Karriere
Ronald Sinclair machte sein Filmdebüt in der neuseeländischen Produktion Down on the Farm. Im Alter von zwölf Jahren kam er nach Hollywood, wo er schnell zu einem bekannten Kinder- und Jugenddarsteller wurde. Sinclair spielte in zahlreichen erfolgreichen Filmen mit, darunter William A. Wellmans The Light That Failed, der Horrorfilm Der Henker von London mit Basil Rathbone und Boris Karloff, Alexander Kordas Lord Nelsons letzte Liebe sowie Raoul Walshs Sabotageauftrag Berlin mit Errol Flynn.
Nachdem er im Zweiten Weltkrieg als Soldat auf der Seite der Alliierten gekämpft hatte, nahm er 1955 seine Arbeit wieder auf und begann eine lange und fruchtbringende Zusammenarbeit mit dem Produzenten Roger Corman, jedoch nicht mehr als Schauspieler, sondern als Filmeditor. Sinclair schnitt Cormans Erstlingswerk Vier Frauen im Sumpf und arbeitete an zahlreichen weiteren Filmen wie Die letzten Sieben, Geheimauftrag Dubrovnik, The Intruder, Der Rabe – Duell der Zauberer und dem Psychedelic-Kultfilm The Trip. Sinclair montierte auch viele andere Low-Budget-Produktionen wie Der Koloß, Invasion of the Saucer Men, Gigant des Grauens, Attack of the Puppet People und Die Rache der schwarzen Spinne.
Ronald Sinclair starb 1992 im Alter von 68 Jahren an Ateminsuffizienz. Er hinterließ seine Ehefrau Carol und einen Sohn.

## Filmografie (Auswahl)
Als Schauspieler
- 1936: Geliebter Rebell (Beloved Enemy)
- 1937: Dangerous Holiday
- 1938: A Christmas Carol
- 1939: Zum Verbrecher verurteilt (They Made Me a Criminal)
- 1939: Five Little Peppers and How They Grew
- 1939: The Light That Failed
- 1939: Der Henker von London (Tower of London)
- 1940: The Earl of Chicago
- 1941: Lord Nelsons letzte Liebe (That Hamilton Woman)
- 1942: Sabotageauftrag Berlin (Desperate Journey)

Als Filmeditor
- 1955: Die letzten Sieben (Day the World Ended)
- 1957: Der Koloß (The Amazing Colossal Man)
- 1958: Gigant des Grauens (War of the Colossal Beast)
- 1962: Weißer Terror (The Intruder)
- 1962: Der Massenmörder von London (Tower of London)
- 1962: Lebendig begraben (The Premature Burial)
- 1963: Die Folterkammer des Hexenjägers (The Haunted Palace)
- 1963: Der Rabe – Duell der Zauberer (The Raven)
- 1964: Geheimauftrag Dubrovnik (The Secret Invasion)
- 1967: The Trip
- 1967: Rebellen in Lederjacken (Devil’s Angels)
- 1976: Mako, die Bestie (Mako: The Jaws of Death)